# I can't get started
I can't get started es el 43er episodio de la serie de televisión norteamericana Gilmore Girls.

## Resumen del episodio
Mientras la boda de Sookie y Jackson se aproxima, Lorelai intenta hablar con Luke, pero él aún sigue molesto. Cuando Sookie tiene dos invitaciones libres, Rory le sugiere a su madre para invitar a Emily y a Richard, y así lo hacen; Christopher se aparece en el consultorio del médico, mientras que a Rory le están quitando el yeso. Lorelai le pregunta a Christopher por Sherry, y él responde que las cosas no van muy bien. Después, Christopher decide quedarse unos días con las chicas, y él y Lorelai pasan una noche juntos. Entre tanto, en Chilton, Paris postula al cargo de presidenta del cuerpo estudiantil, y le pide a Rory que se le una para que así pueda ganar, pues ella es más carismática. Rory no desea hacerlo, pero acepta cuando Paris le dice que en Harvard le gusta que estén en política, así que postula junto a su amiga y ambas ganan las elecciones, y pasarán el verano en Washington. En el día de la boda, y luego de ayudarle a Sookie a vencer ciertos temores, Lorelai habla con Christopher sobre su relación, algo que alegra a Emily y a Rory; mientras que Jess vuelve a Stars Hollow y Luke le advierte que las cosas serán distintas. Finalmente, Sherry llama a Christopher y le informa que está embarazada; Lorelai le dice que vaya con ella. Y Rory encuentra a Jess e impulsivamente lo besa.

## Curiosidades
- Si Sookie recién se había levantado y puesto el vestido, ¿era necesario que se pintara los ojos?

- Datos: Q11682796